# 郭迪
郭迪（1911年1月26日—2012年6月25日），男，广东潮阳人，中国儿科学家，曾任上海第二医科大学教授、博士生导师。